# Billon (alliage)
Pour les articles homonymes, voir Billon.
Le billon est un alliage de cuivre, de zinc et d'argent contenant souvent moins de 30 % d'argent, facilement décelable par son aspect : billon gris s'il y a plus de 30 % d'argent, billon roux s'il y a moins de 20 % d'argent.
Cet alliage servit à la frappe de pièces dévaluées ayant le même cours que les vraies monnaies en argent, notamment dans le système monétaire romain principalement avec les émissions massives d'antoniniens au IIIe siècle et également en France sous l’Ancien régime jusqu'au XIXe siècle.

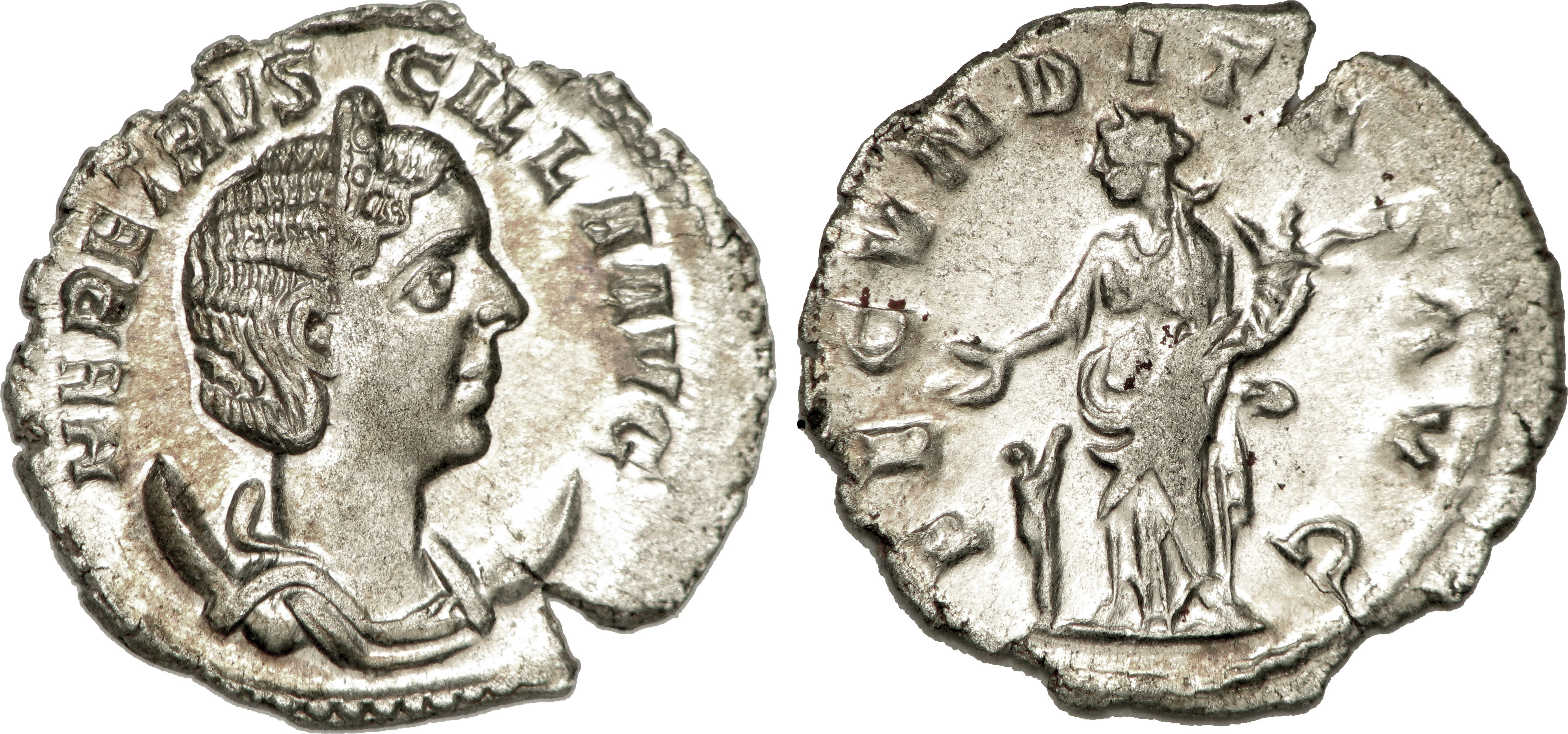
Antoninien en billon représentant Étruscille.

Contrairement à la monnaie d’or et d’argent, il s’agissait de petite monnaie circulant entre les mains du plus grand nombre et dont la valeur numéraire n’atteignait pas la valeur faciale. On distinguait le bon billon ou billon blanc contenant environ 40 à 50 % d’argent et conservant une couleur blanche malgré une proportion minoritaire d'argent, du bas billon ou billon roux qui lui ne contenait pas plus de 20 % d’argent. La petite monnaie typique faite de ce bas billon, le liard, ne valait qu'un quart de sou : elle était composée principalement de cuivre, zinc, argent et, en moindre proportion, de plomb, étain, nickel, chrome et magnésium.